# Astragalus obcordatus
Astragalus obcordatus là một loài thực vật có hoa trong họ Đậu. Loài này được Elliott miêu tả khoa học đầu tiên.